# 부알렘 쿠키
부알렘 쿠키(1990년 7월 9일 ~ )는 알제리 출신의 카타르의 축구 선수이다. 포지션은 수비수이다. 현재 카타르 스타스 리그의 알사드 SC 소속이다.